# 1 Armia Uderzeniowa
1 Armia Uderzeniowa (ros. 1-я ударная армия) – związek operacyjny Armii Czerwonej. 
To przemianowana 23 listopada 1941 odwodowa 19 Armia, która powstała kilka dni wcześniej ze świeżo sformowanych brygad. Formowanie 1 Armii Uderzeniowej ukończono 1 grudnia 1941 roku, po czym została włączona w skład Frontu Zachodniego.
Armia po zimowej ofensywie wymieniała swoją strukturę w zależności od potrzeb i utrzymała się w Odwodzie Armii Czerwonej do końca wojny. Przy Armii działały 3 samodzielne karne kompanie.

## Dowódcy
- gen. por. Wasilij Kuzniecow[5] (listopad 1941 – maj 1942)
- gen. por. Władimir Romanowski (maj 1942 – listopad 1942)
- gen. por. Wasilij Morozow (listopad 1942 – luty 1943)
- gen. mjr./gen. por. Giennadij Korotkow (luty 1943 – kwiecień 1944)
- gen. płk. Nikandr Czibisow (kwiecień – maj 1944)
- gen. por. Nikanor Zachwatajew (maj 1944 – styczeń 1945)
- gen. por. Władimir Razuwajew (luty – czerwiec 1945)